# Benjamin Huntington

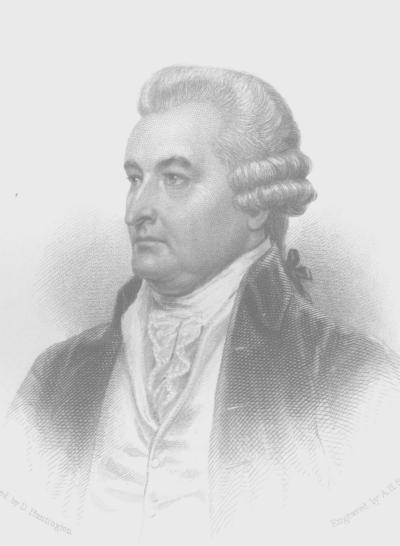
Benjamin Huntington

Benjamin Huntington (* 19. April 1736 in Norwich, Colony of Connecticut; † 16. Oktober 1800 in Rome, New York) war ein US-amerikanischer Politiker. Zwischen 1789 und 1791 vertrat er den Bundesstaat Connecticut im US-Repräsentantenhaus. Zuvor war er zwischen 1780 und 1788 mehrfach Delegierter zum Kontinentalkongress.

## Werdegang
Benjamin Huntington wuchs während der britischen Kolonialzeit auf und studierte nach der Grundschule bis 1761 am Yale College. Im Oktober 1764 wurde er Landvermesser im Windham County. Nach einem Jurastudium und seiner 1765 erfolgten Zulassung als Rechtsanwalt begann er in seiner Heimatstadt Norwich in diesem Beruf zu arbeiten.
Huntington war seit 1771 Abgeordneter im kolonialen Repräsentantenhaus. Er schloss sich der Revolutionsbewegung an und wurde 1775 Mitglied im Sicherheitsausschuss von Connecticut. Außerdem blieb er bis 1780 Abgeordneter im Repräsentantenhaus von Connecticut; in den Jahren 1778 und 1779 war er dessen Präsident. Im Januar 1788 war er Delegierter auf einem Kongress in New Haven. In den Jahren 1780, 1782, 1783 und 1788 nahm Huntington als Delegierter am Kontinentalkongress teil. Von 1781 bis 1790 sowie nochmals von 1791 bis 1793 saß er auch im Senat von Connecticut. Von 1784 bis 1796 war er Bürgermeister von Norwich. Er stand der regierungstreuen Bewegung (Pro-Administration Party) nahe, aus der später die Föderalistische Partei hervorging.
Bei den Wahlen zum ersten Kongress im Jahr 1789 wurde Huntington als Kandidat der Pro-Administration-Bewegung in das US-Repräsentantenhaus gewählt, wo er den ersten Abgeordnetensitz seines Staates einnahm. Im Kongress absolvierte er zwischen dem 4. März 1789 und dem 3. März 1791 nur eine Legislaturperiode. Zwischen 1793 und 1798 war er Richter am Superior Court von Connecticut. Benjamin Huntington starb im Oktober 1800 in Rome (New York). Er war seit 1765 mit der im Jahr 1790 verstorbenen Anne Huntington verheiratet.